# Відмінність між натурфілософією Демокріта і натурфілософією Епікура
Відмі́нність між натурфілосо́фією Демокрі́та і натурфілосо́фією Епіку́ра (нім. Differenz der demokritischen und epikureischen Naturphilosophie) — докторська дисертація Карла Маркса. Написана в 1839—1841 роках. Стала важливим етапом у формуванні поглядів Маркса. Виступаючи в цілому з ідеалістичних, гегельянських позицій, він відстоює в ній атеїстичні погляди і принцип активного ставлення філософії до життя. Актуальність дисертації полягала в тому, що Демокріт був таким самим класиком стародавньої філософії, як Гегель — новітньої філософії, Епікур — послідовник Демокріта, що творчо розвинув його вчення, подібно до послідовників Гегеля в новітню епоху. Таким чином, вивчивши еволюцію поглядів Епікура відносно Демокріта, можна було передбачити еволюцію поглядів гегельянців відносно Гегеля.
У передмові до роботи підкреслено важливе значення таких напрямків філософської думки стародавнього світу, як школа Епікура, стоїцизм і скептицизм і проголошується войовничий атеїзм.
Ці системи є ключем до істинної історії грецької філософії.
Філософія… завжди буде заявляти — разом з Епікуром — своїм противникам: «нечестивий не той, хто відкидає богів натовпу, а той, хто приєднується до думки натовпу про богів»…
Визнання Прометея

Направду, всіх богів я ненавиджу, є її власне визнання, її власне висловлення, спрямоване проти всіх небесних і земних богів.
Маркс дає високу оцінку філософії великих грецьких атомістів Демокріта й Епікура. У вченні Епікура про мимовільне відхилення атомів Маркс виявив елементи діалектики, розглядаючи його як діалектичний принцип саморуху.
Так, добро є втечею від зла, а насолода є ухиленням від страждання.

Маркс висловлюється за активну роль філософії в процесі зміни нерозумного світу, відстоює принцип діалектичної єдності філософії й життя.
…тією мірою, якою світ стає філософським, філософія стає мирською, її здійснення є разом з тим її втратою.

Маркс зазначає, що 
Докази буття бога є собою не чим іншим, як порожніми тавтологіями.

У дисертації Маркс робить висновок, що віра в богів виникає на першому щаблі розвитку людської свідомості. Її породжує примітивний рівень мислення, не здатного ще зрозуміти і пояснити світ навколишніх явищ, тому приписуючи йому надприродні, ірраціональні властивості.
для кого світ нерозумний, хто тому й сам нерозумний, для того бог існує.